# Etonbreen
De Etonbreen is een gletsjer op het eiland Nordaustlandet, dat deel uitmaakt van de Noorse eilandengroep Spitsbergen.
De gletsjer is vernoemd naar Eton College.

## Geografie
De gletsjer is oost-west georiënteerd. Ze komt vanaf de Austfonna (Sørdomen) en mondt in het westen uit in het uiteinde van het Wahlenbergfjorden en in het noorden in het gletsjermeer Brånevatnet.
Ten noordoosten van de gletsjer ligt de gletsjer Winsnesbreen, ten zuiden Palanderisen, ten zuidwesten de Eindridebreen en ten noordwesten de gletsjer Bodleybreen.